# Петр (Цаава)
Митрополи́т Пе́тр (груз. მიტროპოლიტი პეტრე; в миру Паата Ревазович Цаава, груз. პაატა რევაზის ძე ცაავა; 7 апреля 1970, Сенаки, Грузинская ССР) — запрещённый в служении епископ Грузинской Православной Церкви, бывший митрополит Чкондидский. Запрещён в служении 31 октября 2019 года.

## Биография
Окончил экономический факультет Тбилисского университета. В 1997—2000 годах обучался в Тбилисской духовной семинарии.
В 27 августа 2000 года был пострижен в монашество с именем Петр, 28 августа — рукоположен во иеродиакона, а 3 ноября — во иеромонаха.
С 2000 года возглавлял духовно-культурный центр в селе Сно Казбегского района.
16 июля 2002 года католикосом-патриархом Илиёй II награждён золотым крестом и возведён в сан игумена.
17 октября 2002 года решением Священного Синода Грузинской православной церкви область Цилкни отделена от области Казбеги, в пределах которой была образована Степанцминдская и Хевская епархия. Правящим епископом новообразованной епархии Священный Синод избрал игумена Петра (Цааву). 27 октября того же года в кафедральном соборе Светицховели состоялась его епископская хиротония.
21 декабря 2006 года был переведён на Чкондидскую кафедру.
2 августа 2010 года возведен в сан митрополита.
В начале 2019 года в Грузинской церкви разразился грандиозный скандал после публичных заявлений Петр (Цаавы) о том, что Илия II «покрывает в патриархии грех мужеложества». 31 октября 2019 года, решением Священного Синода Грузинской Православной Церкви запрещён в священнослужении и направлен на покаяние в монастырь. После этого митрополит Петр заявил журналистам, что причиной принятого решения стали его разоблачения высших иерархов Церкви в гомосексуализме. После своего отстранения заявил грузинским журналистам, что Илия II «мужеложник», но и ценитель порнографической продукции, которую ему якобы поставлял осужденный протоиерей Мамаладзе. Также он обвинил Патриарха Илию II в том, что он «безоговорочно подчиняется российскому патриарху Кириллу», вместе с которым входит в круг учеников покойного митрополита Никодима (Ротова), и сотрудничает с партией «Демократическое движение — единая Грузия» Нино Бурджанадзе. Многие священнослужители в Чкондиди его поддержали. Восстановить церковный мир и порядок должен был епископ Григорий (Кация), который решением Синода ГПЦ был назначен возглавлять кафедру. Однако он не справился с задачей, и 11 февраля 2021 года епархию доверили митрополиту Стефану (Калаиджишвили). 
В начале марта 2021 года в ходе потасовки в епархиальном здании в Мартвили с балкона второго этажа упали 10 человек. Поводом для очередного конфликта стал ряд кадровых перестановок, а также решение новоназначенного иерарха отправить в запрет двух дьяконов, поддерживающих Цааву. В результате шесть человек попали в больницу с травмами разной степени тяжести. Стефан (Калаиджишвили) при этом жёстко дал понять, что сдаваться не намерен. 30 марта «из-за попытки разделить Грузинскую православную церковь» он отлучил от причастия 11 священнослужителей. В ответ 1 апреля 2021 года Пётр (Цаава) провёл митинг своих сторонников у здания Грузинской Патриархии в Тбилиси, требуя церковных реформ, признания ПЦУ и подчинения Грузинской Церкви Фанару.